# 取手国際ゴルフ倶楽部
取手国際ゴルフ倶楽部（とりでこくさいゴルフくらぶ）は、茨城県つくばみらい市にあるゴルフ場である。

## 概要
昭和20年（1945年）代初期、静岡県の照明器具製造業の佐々木真太郎は、全国各地にゴルフ場を建設していた。昭和初期に電燈が一般家庭に復旧し始めた頃、照明器具の製造と照明進化運動を行い、海外にも工場を建設していた。佐々木は同郷の友人からこれからは植林事業と説かれ、全国の山林を買収していた。
佐々木真太郎は、昭和30年（1955年）代初期、茨城県筑波郡伊奈村（伊奈町を経て、現在はつくばみらい市）に新たなゴルフ場の建設を計画し、赤松林の起伏の少ない建設用地を確保した。建設予定地の隣接の3コース、「筑波カントリークラブ」（1959年（昭和34年）開場、設計・佐藤昌）、「常陽カントリー倶楽部」（1961年（昭和36年）開場、設計・和泉一介）、「茨城ゴルフ倶楽部」（1962年（昭和37年）開場、設計・上田治）に提案して道路負担金を来場者から徴収した。その費用で取手駅から4ゴルフ場まで舗装し、さらに循環バスを運行させた。
コース設計は丸毛信勝に依頼し、1958年（昭和33年）8月23日、「取手国際ゴルフ場・国際コース」18ホールのゴルフ場が開場された。その後、隣接地に別の業者がゴルフ場の建設を行っていたが、工事途中で頓挫した。そこで佐々木は、頓挫した工事途中の用地を購入し、伊奈コース18ホールのゴルフ場を開場させた。そして、国際コースを西コースに、伊奈コースを東コースとして計36ホール規模のゴルフ場が完成した。
2005年（平成17年）1月1日、クラブの名称を取手国際ゴルフ場から「取手国際ゴルフ倶楽部」に変更した。
2015年（平成27年）11月、東コースの1グリーンのベントへの改修工事を、青木功の設計・監修により実施し完成した。同時に、東コースの電磁誘導乗用カートの導入のための工事を行った。

## 所在地
〒300-2307 茨城県つくばみらい市板橋2994番地

## コース情報
- 開場日 - 1958年8月23日
- 設計者 - 佐々木 真太郎、青木 功（東コース改造監修）
- 面積 - 1,320,000m2（約39.9万坪）
- コースタイプ - 林間コース
- コース - 36ホールズ、パー144、13,864ヤード、コースレート、西コース71.0、東コース72.3
- フェアウェー - コウライ
- ラフ - ノシバ
- グリーン - 1グリーン、ベント（ペンクロス）
- ハザード - バンカー164、池が絡むホール9
- ラウンドスタイル - 西コース : キャディー付歩いてのラウンド、」東コース：乗用カートセルフプレー、1組4人が原則、状況によりツーサム可、乗用カート(5人乗り)歩き(電動カート)リモコン式
- 練習場 - 12打席250ヤード
- 休場日 - 毎月第1、3月曜日、1月1日[4][5]

## ギャラリー
- コース - 「取手国際ゴルフ倶楽部」、コースガイド、2021年10月1日閲覧
- ハウス - 「取手国際ゴルフ倶楽部」、施設案内、2021年10月1日閲覧

## 交通アクセス
鉄道
- つくばエクスプレス - みらい平駅より クラブバスを利用し 約10分
- 常磐線（JR東日本） - 取手駅より タクシーを利用し 約20分[6]

道路
- 常磐自動車道 - 谷田部ICより 5Km 約7分[6]

## 関連文献
- 『ゴルフ場ガイド 東版』、2006-2007、「取手国際ゴルフ倶楽部」、東京 ゴルフダイジェスト社、2006年5月、2021年10月1日閲覧
- 『美しい日本のゴルフコース BEAUTIFUL GOLF CULTURE IN JAPAN 日本のゴルフ110年記念 ゴルフは日本の新しい伝統文化である』、ゴルフダイジェスト社「美しい日本のゴルフコース」編纂委員会編、「佐々木真太郎は頭の中の図面と実測を照合してコースを建設していった」、東京 ゴルフダイジェスト社、2013年12月、2021年10月2日閲覧